# Antoni Vilanova
Antoni Vilanova i March (Barcelona, 30 de noviembre de 1846 - ibídem, 5 de enero de 1912) fue un escultor español. 

## Biografía
Estudió en la Escuela de la Lonja, donde fue discípulo de Joan Samsó. Se especializó en imaginería religiosa. Recibió diversos encargos para la Exposición Universal de Barcelona de 1888, como los Escudos del Castell dels Tres Dragons, el restaurante de la exposición proyectado por Lluís Domènech i Montaner; la estatua de bronce de Pere Albert en el Salón de San Juan (actual Paseo Lluís Companys), que fue fundida en 1950 para la imagen de la Virgen de la Merced de la basílica homónima; o sus alegorías de la Industria, la Agricultura y el Comercio en el Arco de Triunfo. 
También realizó diversos bajorrelieves en el Monumento a Colón (Colón y su hijo pidiendo limosna en la puerta del convento de Santa María de la Rábida, Colón toma posesión en nombre de los Reyes Católicos del nuevo mundo descubierto, Colón ante el Consejo reunido en el convento de San Esteban de Salamanca y Embarque de Colón en el puerto de Palos), y el medallón de bronce de Isabel I la Católica en el mismo monumento.

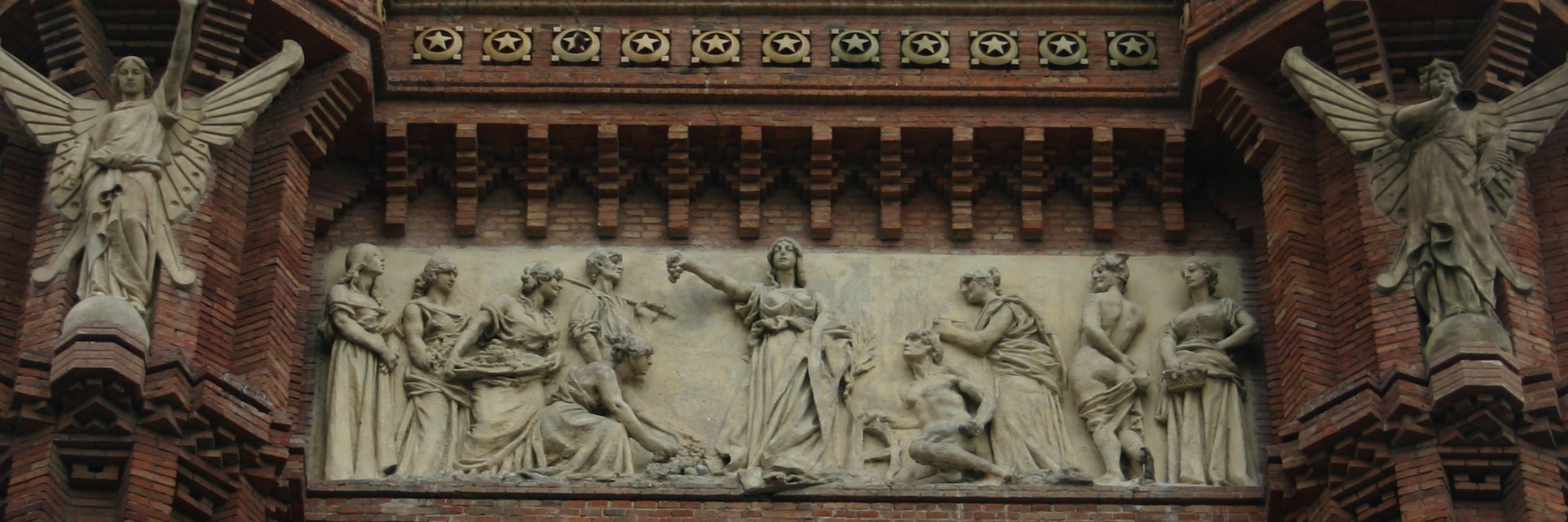
Alegorías de la Industria, la Agricultura y el Comercio, en el Arco de Triunfo de Barcelona.